# Liste der denkmalgeschützten Objekte in St. Margarethen an der Raab
Die Liste der denkmalgeschützten Objekte in St. Margarethen an der Raab enthält die 8 denkmalgeschützten, unbeweglichen Objekte der Gemeinde St. Margarethen an der Raab im steirischen Bezirk Weiz.

## Denkmäler
| Foto |                 | Denkmal                                                               | Standort                                                                     | Beschreibung | Metadaten |
| ---- | --------------- | --------------------------------------------------------------------- | ---------------------------------------------------------------------------- | --- | --- |
| ja   | Datei hochladen | Mittelalterlicher Burgstall HERIS-ID: 37395 Objekt-ID: 36521          | Kroisbach 5, westlich Standort KG: Kroisbach                                 | Der ehemalige mittelalterliche Wehrbau wird um 1240 genannt. | BDA-Hist.: Q37975427 Status: Bescheid Stand der BDA-Liste: 2025-06-30 Name: Mittelalterlicher Burgstall GstNr.: 80/1, 80/2                                                                   |
| ja   | Datei hochladen | Grabhügel in den Feldwäldern HERIS-ID: 59260 Objekt-ID: 70365         | Feldwälder Standort KG: St. Margarethen an der Raab                          | | BDA-Hist.: Q38086579 Status: Bescheid Stand der BDA-Liste: 2025-06-30 Name: Grabhügel in den Feldwäldern GstNr.: 302/3 Gräberfeld, Grabhügel in den Feldwäldern, St. Margarethen an der Raab |
| ja   | Datei hochladen | Pfarrhof HERIS-ID: 51862 Objekt-ID: 57669                             | St. Margarethen an der Raab 42 Standort KG: St. Margarethen an der Raab      | Der geräumige Bau ist am Portal mit 1802 bezeichnet. | BDA-Hist.: Q38047978 Status: § 2a Stand der BDA-Liste: 2025-06-30 Name: Pfarrhof GstNr.: .56                                                                                                 |
| ja   | Datei hochladen | Figurenbildstock hl. Anna HERIS-ID: 83888 Objekt-ID: 97945            | bei St. Margarethen an der Raab 163 Standort KG: St. Margarethen an der Raab | | BDA-Hist.: Q38181488 Status: § 2a Stand der BDA-Liste: 2025-06-30 Name: Figurenbildstock hl. Anna GstNr.: .21/2                                                                              |
| ja   | Datei hochladen | Kath. Pfarrkirche hl. Margarethe HERIS-ID: 51863 Objekt-ID: 57670     | Standort KG: St. Margarethen an der Raab                                     | Die Pfarrkirche ersetzte um 1510 einen älteren, kleineren Bau. Das Datum 1513 am Südportal weist darauf hin. Die Datierung 1322 am Westturm stammt vielleicht vom alten Bau. Die Kirche wurde wohl Ende des 19. Jahrhunderts erneuert, 1970 erfolgte eine Gesamtrestaurierung, die letzte Renovierung 1991. Die Kirche ist eine der wenigen erhaltenen gotischen Landkirchen der Region. Das dreijochige Langhaus mit Netzrippengewölbe wird von einem eingezogenen, einjochigen Chor mit 3/6-Schluss und halben Rautensterngewölbe auf Konsolen abgeschlossen. Der vorgestellte quadratische Westturm hat ein Kreuzrippengewölbe im Untergeschoß, die Glockenstube stammt aus dem Jahre 1616. Das Westportal wurde 1871 erneuert, das reichgegliederte Kielbogenportal an der Südseite ist zugemauert. Um den ganzen Bau gibt es abgetreppte Strebepfeiler, am dritten Joch zwei Seitenkapellen und eine Sakristei aus dem 18. Jahrhundert. Die Orgelempore wurde gegen 1800 erbaut. Am Fronbogen ein Fresko aus dem Jahre 1931 von Ludwig Kurz-Goldenstein. Die Einrichtung wurde im Zuge der Regotisierung nach Plänen des Architekten Hans Pascher 1896/97 teilweise erneuert, nur Hochaltar und Teile des linken Seitenaltars stammen noch aus der 2. Hälfte des 18. Jahrhunderts. Kanzel, Taufbrunnen und eine Figur des hl. Christophorus außen im Südportal stammen von Alfred Schlosser aus den Jahren 1970/71. 1998 gestaltete Adolf Osterider zwei Fenster zu den Themen Taufe und Auferstehung und der Bildhauer Fred Höfler einen Weihwasserkessel und einen Opferkerzenständer. | BDA-Hist.: Q20588636 Status: § 2a Stand der BDA-Liste: 2025-06-30 Name: Kath. Pfarrkirche hl. Margarethe GstNr.: .53 Parish Church Sankt Margarethen an der Raab                             |
| ja   | Datei hochladen | Aufnahmsgebäude des Bahnhofes Takern HERIS-ID: 45798 Objekt-ID: 47240 | Takern I 43 Standort KG: Takern I                                            | Das mittlerweile aufgelassene Stationsgebäude gehört zur 1873 eröffneten Steirischen Ostbahn. | BDA-Hist.: Q38017560 Status: Bescheid Stand der BDA-Liste: 2025-06-30 Name: Aufnahmsgebäude des Bahnhofes Takern GstNr.: .90                                                                 |
| ja   | Datei hochladen | Grabhügelgruppe im Blumental HERIS-ID: 59315 Objekt-ID: 70519         | Blumental Standort KG: Takern II                                             | Die Gruppe besteht aus zwölf Grabhügel. | BDA-Hist.: Q38086913 Status: Bescheid Stand der BDA-Liste: 2025-06-30 Name: Grabhügelgruppe im Blumental GstNr.: 217 Grabhügelgruppe im Blumental                                            |
| ja   | Datei hochladen | Flur-/Wegkapelle HERIS-ID: 84025 Objekt-ID: 98087                     | bei Zöbing 6 Standort KG: Zöbing                                             | | BDA-Hist.: Q38181954 Status: § 2a Stand der BDA-Liste: 2025-06-30 Name: Flur-/Wegkapelle GstNr.: 285/2 Wegkapelle, Zöbing                                                                    |